# Среднедольск
Среднедо́льск — посёлок в Большеглушицком районе Самарской области. Входит в состав сельского поселения Александровка.

## История
В 1973 году указом Президиума Верховного Совета РСФСР посёлок отделения № 4 совхоза имени Фрунзе переименован в Среднедольск.

## Население
| 2010 |
| ---- |
| 88   |

## Улицы
В посёлке имеются две улицы: Молодёжная и Полевая. 